# Prochindiada, ili Beg na meste
Prochindiada, ili Beg na meste (Прохиндиада, или Бег на месте) è un film del 1984 diretto da Viktor Ivanovič Tregubovič.

## Trama
Il film racconta di un insolito impiegato dell'istituto di ricerca San Sanyč Ljubomudrov - una persona straordinaria che sa meglio di altri come comunicare con persone non necessarie.